# Twin Ring Motegi
Der Twin Ring Motegi ist eine moderne Motorsport-Rennstrecke in Motegi, Japan. Der Name Twin (engl. für Zwilling) leitet sich davon ab, dass die Rennstrecke aus zwei eigenständigen Rundkursen besteht: Ein 2,4 km langer Ovalkurs und ein 4,8 km langer Straßenkurs.
Die Rennstrecke wurde 1997 vom Honda-Konzern gebaut, der sich darum bemühte, die Champ-Car-Rennserie nach Japan zu bringen, um dadurch sein Know-how in diesem Bereich zu erweitern.

## Das Oval
Das Oval ist die einzige Rennstrecke dieser Art in Japan und wurde zwischen 1998 und 2010 nur einmal pro Jahr für ein Rennen der Indy-, bzw. Champ Cars genutzt. Wegen des eiförmigen Streckenlayouts mit unterschiedlichen Neigungswinkeln und Kurvenradien und der Austragung des letzten Rennens vor den Indianapolis 500 zwischen 2003 und 2006 wurde die Strecke und ihr Termin von allen Teams gerne als idealer Testlauf angesehen. Im Jahr 1998 fand dort außerdem ein Schaurennen der NASCAR-Serie statt.
Trotz des Heimvorteils der Firma Honda, die das Oval auch als Teststrecke nutzt, konnte sie in den ersten sechs Jahren keinen Sieg dort verbuchen. Erst im Jahr 2004 gelang Dan Wheldon der Erfolg für Honda.
Durch das Tōhoku-Erdbeben 2011 wurde das Oval so stark beschädigt, dass das vorerst letzte IndyCar-Rennen im September 2011 auf dem Straßenkurs ausgetragen wurde. Aus wirtschaftlichen Gründen wird danach vorerst kein IndyCar-Rennen mehr ausgetragen.

### Sieger IndyCars/Champ Cars
| Saison                              | Datum                 | Sieger                | Chassis               | Motor                 | Team                  |                       |
| CART Champ Car Sieger               | CART Champ Car Sieger | CART Champ Car Sieger | CART Champ Car Sieger | CART Champ Car Sieger | CART Champ Car Sieger | CART Champ Car Sieger |
| ----------------------------------- | --------------------- | --------------------- | --------------------- | --------------------- | --------------------- | --------------------- |
| Budweiser 500k                      |                       |                       |                       |                       |                       |                       |
| 1998                                | 28. März              | Adrián Fernández      | Reynard               | Ford-Cosworth         | Patrick Racing        |                       |
| Firestone Firehawk 500k             |                       |                       |                       |                       |                       |                       |
| 1999                                | 10. April             | Adrián Fernández      | Reynard               | Ford-Cosworth         | Patrick Racing        |                       |
| 2000                                | 13. Mai               | Michael Andretti      | Lola                  | Ford-Cosworth         | Newman/Haas Racing    |                       |
| 2001                                | 19. Mai               | Kenny Bräck           | Lola                  | Ford-Cosworth         | Team Rahal            |                       |
| Bridgestone Potenza 500k            |                       |                       |                       |                       |                       |                       |
| 2002                                | 27. April             | Bruno Junqueira       | Lola                  | Toyota                | Chip Ganassi Racing   |                       |
| IRL/IndyCar Series Sieger           |                       |                       |                       |                       |                       |                       |
| Indy Japan 300                      |                       |                       |                       |                       |                       |                       |
| 2003                                | 13. April             | Scott Sharp           | Dallara               | Toyota                | Kelley Racing         |                       |
| 2004                                | 16. April             | Dan Wheldon           | Dallara               | Honda                 | Andretti Green Racing |                       |
| 2005                                | 30. April             | Dan Wheldon           | Dallara               | Honda                 | Andretti Green Racing |                       |
| 2006                                | 22. April             | Hélio Castroneves     | Dallara               | Honda                 | Penske Racing         |                       |
| 2007                                | 21. April             | Tony Kanaan           | Dallara               | Honda                 | Andretti Green Racing |                       |
| 2008                                | 20. April             | Danica Patrick        | Dallara               | Honda                 | Andretti Green Racing |                       |
| 2009                                | 19. September         | Scott Dixon           | Dallara               | Honda                 | Chip Ganassi Racing   |                       |
| 2010                                | 18. September         | Hélio Castroneves     | Dallara               | Honda                 | Penske Racing         |                       |
| Indy Japan: The Final (Straßenkurs) |                       |                       |                       |                       |                       |                       |
| 2011                                | 17. September         | Scott Dixon           | Dallara               | Honda                 | Chip Ganassi Racing   |                       |

## Der Straßenkurs
Der Straßenkurs ist 4,8 km lang und teilt sich die Boxengasse sowie die Haupttribüne mit dem Oval. Daher ist es auch nicht möglich, auf beiden Kursen parallel Rennen durchzuführen, auch wenn die Strecken an sich völlig unabhängig voneinander sind. Außerdem werden beide Kurse in entgegengesetzten Richtungen befahren. Der Straßenkurs wird im Uhrzeigersinn gefahren und das Oval entgegen dem Uhrzeigersinn.
Der Straßenkurs ist eine moderne, aber konventionelle Rennstrecke mit elf Kurven und einem – für japanische Verhältnisse – relativ flachen Höhenprofil. Der Kurs kann durch Verbindungsstücke in drei verschiedenen Varianten genutzt werden: als Komplett-Kurs und in zwei kurzen Varianten. Die kurzen Varianten finden vor allem für Junior-Klassen, wie der Formel 4 oder FJ1600, ihre Verwendung.
Auf diesem Kurs finden erheblich mehr Rennveranstaltungen statt als auf dem Oval. Die Formel Nippon war bisher zweimal zu Gast, die Super-GT- und Super-Taikyu-Fahrzeuge jeweils einmal. Außerdem finden an fast jedem Wochenende weitere lokale Veranstaltungen statt.
Neben Autorennen sind auch Motorradrennen sehr populär und so werden neben einem jährlichen Rennen um den Großen Preis von Japan zur Motorrad-Weltmeisterschaft auch verschiedene nationale Motorradrennen wie die All Japan Road Race Championship hier ausgetragen.

### AlleKönigsklasse-Sieger in der Motorrad-WM
| Jahr | Sieger            | Motorrad | Reifen | Zeit          | Streckenlänge | Runden | Ø-Tempo      | Datum         | GP von |
| ---- | ----------------- | -------- | ------ | ------------- | ------------- | ------ | ------------ | ------------- | ------ |
| 1999 | Kenny Roberts jr. | Suzuki   |        | 51:54,386 min | 4,801 km      | 25     | 138,740 km/h | 25. April     | Japan  |
| 2004 | Makoto Tamada     | Honda    |        | 43:43,220 min | 4,801 km      | 24     | 158,129 km/h | 19. September | Japan  |
| 2005 | Loris Capirossi   | Ducati   |        | 43:30,499 min | 4,801 km      | 24     | 158,899 km/h | 18. September | Japan  |
| 2006 | Loris Capirossi   | Ducati   |        | 43:13,585 min | 4,801 km      | 24     | 159,936 km/h | 24. September | Japan  |
| 2007 | Loris Capirossi   | Ducati   | B      | 47:05,484 min | 4,801 km      | 24     | 146,806 km/h | 23. September | Japan  |
| 2008 | Valentino Rossi   | Yamaha   | B      | 43:09,599 min | 4,801 km      | 24     | 160,182 km/h | 28. September | Japan  |
| 2009 | Jorge Lorenzo     | Yamaha   | B      | 43:47,238 min | 4,801 km      | 24     | 157,887 km/h | 26. April     | Japan  |
| 2010 | Casey Stoner      | Ducati   | B      | 43:12,266 min | 4,801 km      | 24     | 160,017 km/h | 3. Oktober    | Japan  |
| 2011 | Dani Pedrosa      | Honda    | B      | 42:47,481 min | 4,801 km      | 24     | 161,562 km/h | 2. Oktober    | Japan  |
| 2012 | Dani Pedrosa      | Honda    | B      | 42:31,569 min | 4,801 km      | 24     | 162,569 km/h | 14. Oktober   | Japan  |
| 2013 | Jorge Lorenzo     | Yamaha   | B      | 42:34,291 min | 4,801 km      | 24     | 162,396 km/h | 27. Oktober   | Japan  |
| 2014 | Jorge Lorenzo     | Yamaha   | B      | 42:21,259 min | 4,801 km      | 24     | 163,229 km/h | 12. Oktober   | Japan  |
| 2015 | Dani Pedrosa      | Honda    | B      | 46:50,767 min | 4,801 km      | 24     | 147,578 km/h | 11. Oktober   | Japan  |
| 2016 | Marc Márquez      | Honda    | M      | 42:34,610 min | 4,801 km      | 24     | 162,376 km/h | 16. Oktober   | Japan  |
| 2017 | Andrea Dovizioso  | Ducati   | M      | 47:14,236 min | 4,801 km      | 24     | 146,356 km/h | 15. Oktober   | Japan  |
| 2018 | Marc Márquez      | Honda    | M      | 42:36,438 min | 4,801 km      | 24     | 162,200 km/h | 21. Oktober   | Japan  |
| 2019 | Marc Márquez      | Honda    | M      | 42:41,492 min | 4,801 km      | 24     | 161,900 km/h | 20. Oktober   | Japan  |
| 2022 | Jack Miller       | Ducati   | M      | 42:29,174 min | 4,801 km      | 24     | 162,722 km/h | 25. September | Japan  |
| 2023 | Jorge Martín      | Ducati   | M      | 24:06,314 min | 4,801 km      | 12     | 143,401 km/h | 1. Oktober    | Japan  |
| 2024 | Francesco Bagnaia | Ducati   | M      | 42:09,790 min | 4,801 km      | 24     | 163,969 km/h | 6. Oktober    | Japan  |

Rekordsieger Fahrer: Loris Capirossi, Jorge Lorenzo, Marc Márquez, Dani Pedrosa (je 3)
Rekordsieger Konstrukteure: Ducati (8)
Rekordsieger Nationen: Spanien (10)

## Sonstige Ausstattung
Neben den Hauptstrecken und der Teilbarkeit des Straßenkurses existieren außerdem noch eine Sprintstrecke (1/4 Meile) für Beschleunigungsrennen sowie eine Trialstrecke.
Außerhalb der Rennen ist die größte Attraktion die Honda Collection Hall, in der historische Honda-Fahrzeuge aller Art besichtigt werden können sowie ein Technologie- und Ausbildungs-Center.

## Besonderheiten der Rennstrecke
Der Twin Ring Motegi war die erste Rennstrecke überhaupt, die beide Typen – Oval und Straßenkurs – miteinander kombinierte, ohne dabei Kompromisse beim Streckenlayout eingehen zu müssen. Allerdings wird dadurch teilweise für die Zuschauer die Sicht auf die Strecke eingeschränkt. Weitere Kritikpunkte sind die schlechte Anbindung der Rennstrecke an das Autobahn- und Eisenbahnnetz sowie die unzureichende Anzahl von Übernachtungsmöglichkeiten in Nähe der Rennstrecke.

## Trivia
Die Rennstrecke hat vor allem durch die Simulationsreihe Gran Turismo zusätzliche Bekanntheit erlangt und ist seit 2007 auch als Inhalt zum Download für Forza Motorsport 2 verfügbar. In den Nachfolgern, Forza Motorsport 3 und 4, ist die Strecke ebenfalls enthalten. Seit 2014 ist Motegi als Bezahlinhalt in der Simulation iRacing verfügbar. Seit Juli 2018 ist der Straßenkurs außerdem in RaceRoom verfügbar.